# Елинпелинско
Новоселско пренасочва насам.  За други значения вижте Новоселско (пояснение).
 Тази статия е за историко-географската област.  За общината вижте Елин Пелин (община).  
Елинпелинско, в миналото Новоселско, е историко-географска област в Западна България, около град Елин Пелин.
Територията ѝ съвпада приблизително с някогашната Новоселска околия – основната част от днешните общини Елин Пелин (без селата Габра и Крушовица от Ихтиманско) и Горна Малина (без селата Горно Камарци, Долно Камарци и Стъргел от Пирдопско), както и селищата Бусманци, Бухово, Горни Богров, Долни Богров, Желява, Казичене, Кривина и Яна в Столична община. Разположена е в източната част на Софийската котловина и по съседните планини. Граничи с Ботевградско на север, Пирдопско на изток, Ихтиманско и Самоковско на юг и Софийско на запад.